# Her Mother Was a Lady
Her Mother Was a Lady è un cortometraggio muto del 1914 diretto da John Ince.

## Produzione
Il film fu prodotto dalla Lubin Manufacturing Company.

## Distribuzione
Distribuito dalla General Film Company, il film - un cortometraggio in due bobine - uscì nelle sale USA il 22 ottobre 1914.